# Liste der Straßen, Plätze und Brücken in Hamburg-Eppendorf

Lage von Hamburg-Eppendorf in Hamburg und im Bezirk Hamburg-Nord (hellrot)

Die Liste der Straßen, Plätze und Brücken in Hamburg-Eppendorf ist eine Übersicht der im Hamburger Stadtteil Eppendorf vorhandenen Straßen, Plätze und Brücken. Sie ist Teil der Liste der Verkehrsflächen in Hamburg.

## Überblick
In Eppendorf (Ortsteilnummern 403 bis 405) leben 25253 Einwohner (Stand: 31. Dezember 2023) auf 2,7 Quadratkilometer. Eppendorf liegt in den Postleitzahlenbereichen 20249, 20251 und 22529.
In Eppendorf gibt es 82 benannte Verkehrsflächen, darunter fünf Plätze, sechs Brücken und ein Park. Mehrere Straßen sind dabei Medizinern gewidmet, die teilweise am heutigen Universitätsklinikum Hamburg-Eppendorf gewirkt haben.

## Übersicht der Straßen
Die nachfolgende Tabelle gibt eine Übersicht über alle benannten Verkehrsflächen – Straßen, Plätze und Brücken – im Stadtteil sowie einige dazugehörige Informationen. Im Einzelnen sind dies:
- Name/Lage: aktuelle Bezeichnung der Straße, des Platzes oder der Brücke. Über den Link (Lage) kann die Straße, der Platz oder die Brücke auf verschiedenen Kartendiensten angezeigt werden. Die Geoposition gibt dabei ungefähr die Mitte an. Bei längeren Straßen, die durch zwei oder mehr Stadtteile führen, kann es daher sein, dass die Koordinate in einem anderen Stadtteil liegt.
- Straßenschlüssel: amtlicher Straßenschlüssel, bestehend aus einem Buchstaben (Anfangsbuchstabe der Straße, des Platzes oder der Brücke) und einer dreistelligen Nummer.
- Länge/Maße in Metern:
Hinweis: Die in der Übersicht enthaltenen Längenangaben sind nach mathematischen Regeln auf- oder abgerundete Übersichtswerte, die im Digitalen Atlas Nord[1] mit dem dortigen Maßstab ermittelt wurden. Sie dienen eher Vergleichszwecken und werden, sofern amtliche Werte bekannt sind, ausgetauscht und gesondert gekennzeichnet.
Bei Plätzen sind die Maße in der Form a × b bei rechteckigen Anlagen oder a × b × c bei dreiecksförmigen Anlagen mit a als längster Kante dargestellt.
Der Zusatz (im Stadtteil) gibt an, wie lang die Straße innerhalb des Stadtteils ist, sofern sie durch mehrere Stadtteile verläuft.
- Namensherkunft: Ursprung oder Bezug des Namens.
- Datum der Benennung: Jahr der offiziellen Benennung oder der Ersterwähnung eines Namens, bei Unsicherheiten auch die Angabe eines Zeitraums.
- Anmerkungen: Weitere Informationen bezüglich anliegender Institutionen, der Geschichte der Straße, historischer Bezeichnungen, Baudenkmale usw.
- Bild: Foto der Straße oder eines anliegenden Objektes.

| Name/Lage                        | Straßen- schlüssel | Länge/Maße (in Metern) | Namensherkunft | Datum der Benennung | Anmerkungen | Bild                                                    |
| -------------------------------- | ------------------ | ---------------------- | --- | ------------------- | --- | ------------------------------------------------------- |
| Appener Weg (Lage)               | A453               | 0080                   | Appen, Gemeinde im Kreis Pinneberg in Schleswig-Holstein                                                                                              | 1942                | | Appener Weg                                             |
| Armin-Clasen-Stieg (Lage)        | A618               | 0105                   | Armin Clasen (1890–1980), Heimatforscher | 1982                | | Armin-Clasen-Stieg                                      |
| Arnold-Heise-Straße (Lage)       | A473               | 0365                   | Johann Arnold Heise (1747–1834), Rechtsgelehrter und Erster Bürgermeister Hamburgs von 1807 bis 1813 (mit Unterbrechungen)                            | 1948                | | Arnold-Heise-Straße                                     |
| Beim Andreasbrunnen (Lage)       | B197               | 0125                   | nach dem Brunnen der Bade- und Brunnentrinkanstalt von G. A. Knauer                                                                                   | 1906                | siehe auch Knauerstraße | Beim Andreasbrunnen                                     |
| Borsteler Brücke (Lage)          | –                  | 0020                   | nach ihrer Funktion in Richtung Groß Borstel führend                                                                                                  | 1904                | überquert den Mündungsarm des Eppendorfer Mühlenteichs | Borsteler Brücke                                        |
| Breitenfelder Straße (Lage)      | B588               | 0500 (im Stadtteil)    | in Anlehnung an die frühere Wegbezeichnung „Beim breiten Felde“                                                                                       | 1896                | westlich der Curschmannstraße in Hoheluft-Ost | Breitenfelder Straße                                    |
| Butenfeld (Lage)                 | B737               | 0560                   | nach einer Flurbezeichnung (ndt. buten = außen) | 1951                | Straßenfläche komplett in Lokstedt, nur die Grundstücke auf der Ost- bzw. Südseite liegen in Eppendorf | Butenfeld                                               |
| Christoph-Probst-Weg (Lage)      | C091               | 0190                   | Christoph Probst (1919–1943), Widerstandskämpfer innerhalb der Weißen Rose, Opfer des Nationalsozialismus                                             | 2002                | | Christoph-Probst-Weg                                    |
| Curschmannstraße (Lage)          | C065               | 0560                   | Heinrich Curschmann (1846–1910), Internist | 1899                | westliche Straßenhälfte in Hoheluft-Ost | Curschmannstraße                                        |
| Edgar-Roß-Straße (Lage)          | E026               | 0195                   | Edgar Roß (1807–1885), Kaufmann und Politiker | 1909                | | Edgar-Roß-Straße                                        |
| Eisenlohrsweg (Lage)             | E105               | 0105                   | Carl Eisenlohr (1847–1896), Neurologe | 1929                | | Eisenlohrsweg                                           |
| Eppendorfer Baum (Lage)          | E193               | 0235 (im Stadtteil)    | nach einem gleichnamigen Schlagbaum | 1884                | westliche Straßenhälfte bis Isebekkanal in Eppendorf, südliche Straßenhälfte in Hoheluft-Ost, ab Isebekkanal komplett in Harvestehude | Eppendorfer Baum                                        |
| Eppendorfer Landstraße (Lage)    | E194               | 1450                   | nach der Lage im Stadtteil | 1864                | | Eppendorfer Landstraße                                  |
| Eppendorfer Marktplatz (Lage)    | E195               | 0175 × 30              | nach Lage und Funktion im Stadtteil | 1932                | | Eppendorfer Marktplatz                                  |
| Erikastraße (Lage)               | E207               | 0955                   | Heidekraut Erika | 1885                | | Erikastraße                                             |
| Ernst-Thälmann-Platz (Lage)      | E309               | 0065 x50 x40           | Ernst Thälmann (1886–1944), KPD-Politiker, Opfer des Nationalsozialismus                                                                              | 1985                | | Ernst-Thälmann-Platz                                    |
| Faaßweg (Lage)                   | F001               | 0105                   | August Heinrich Faaß (1806–1887), von 1837 bis 1879 als Pastor in Eppendorf tätig                                                                     | 1921                | | Faaßweg                                                 |
| Fährhausbrücke (Lage)            | –                  | 0020 (im Stadtteil)    | nach dem ehemaligen Tanzlokal Winterhuder Fährhaus, das an dieser Stelle stand                                                                        | 1989                | östlicher Teil in Winterhude | Fährhausbrücke                                          |
| Frickestraße (Lage)              | F222               | 0920                   | Johann Carl Georg Fricke (1790–1841), Mediziner | 1887                | | Frickestraße                                            |
| Gaedechensweg (Lage)             | G002               | 0180                   | Cipriano Francisco Gaedechens (1818–1901), Politiker und Lokalhistoriker                                                                              | 1902                | | Gaedechensweg                                           |
| Geffckenstraße (Lage)            | G037               | 0420                   | Heinrich Geffcken (1792–1861), Kaufmann und Hamburger Senator                                                                                         | 1902                | | Geffckenstraße                                          |
| Geschwister-Scholl-Straße (Lage) | G090               | 0850                   | Sophie Scholl (1921–1943) und Hans Scholl (1918–1943), Widerstandskämpfer innerhalb der Weißen Rose, Opfer des Nationalsozialismus                    | 1947                | | Geschwister-Scholl-Straße                               |
| Goernebrücke (Lage)              | –                  | 0045                   | in Anlehnung an die Goernestraße | 1910                | östlicher Teil in Winterhude | Goernebrücke                                            |
| Goernestraße (Lage)              | G135               | 0345                   | Christian Goerne (1822–1882), Kaufmann, Gründer der Stiftung Kinderheilstätten Duhnen                                                                 | 1899                | | Goernestraße                                            |
| Gustav-Leo-Straße (Lage)         | G345               | 0185                   | Gustav Leo (1868–1944), Bauingenieur und Oberbaudirektor                                                                                              | 1947                | | Gustav-Leo-Straße                                       |
| Hahnemannstraße (Lage)           | H042               | 0220                   | Samuel Hahnemann (1755–1843), Mediziner | 1929                | | Hahnemannstraße                                         |
| Hans-Much-Weg (Lage)             | H114               | 0210                   | Hans Much (1880–1932), Mediziner | 1938                | | Hans-Much-Weg                                           |
| Hayns Parkbrücke (Lage)          | –                  | 0030                   | nach Lage und Funktion im Hayns Park | 1960                | überquert als Fußgängerbrücke den Mündungsarm des Eppendorfer Mühlenteichs | Hayns Parkbrücke                                        |
| Haynstraße (Lage)                | H207               | 0330                   | Max Theodor Hayn (1809–1888), Kaufmann und Hamburger Senator                                                                                          | 1890                | | Haynstraße                                              |
| Hegestieg (Lage)                 | H231               | 0220                   | in Anlehnung an die Hegestraße | 1900                | | Hegestieg                                               |
| Hegestraße (Lage)                | H232               | 0660                   | nach der Flurbezeichnung „Im Hegen“ (Hege = Waldstück)                                                                                                | 1890                | südwestlicher Teil in Hoheluft-Ost | Hegestraße                                              |
| Heilwigstraße (Lage)             | H269               | 0910 (im Stadtteil)    | Heilwig von der Lippe (* um 1200; † zwischen 1248 und 1250), Gründerin des Nonnenklosters Harvestehude                                                | 1870                | südlich des Isebekkanals in Harvestehude | Heilwigstraße                                           |
| Heinickestraße (Lage)            | H289               | 0080                   | Samuel Heinicke (1727–1790), Pädagoge, und Anna Catharina Elisabeth Heinicke (1757–1840), Direktorin einer Gehörlosenschule                           | 1880                | seit Oktober 2023 auch nach der Ehefrau benannt | Heinickestraße                                          |
| Husumer Straße (Lage)            | H695               | 0260 (im Stadtteil)    | Husum, Stadt in Schleswig-Holstein | 1907                | Teil der Themengruppe „Städte in Schleswig-Holstein“, die sich in Hoheluft-Ost befindet; westlich der Curschmannstraße in Hoheluft-Ost | Husumer Straße                                          |
| Im Tale (Lage)                   | I051               | 0325                   | nach einer Flurbezeichnung | 1911                | | Im Tale                                                 |
| Im Winkel (Lage)                 | I055               | 0155                   | nach einer Flurbezeichnung, der Winkelkoppel | 1907                | | Im Winkel                                               |
| Isekai (Lage)                    | I105               | 0380                   | nach der Lage entlang des Isebekkanals | 1890                | | Isekai                                                  |
| Iseplatz (Lage)                  | I106               | 0130 × 20              | in Anlehnung an den Isekai | 1901                | | Iseplatz                                                |
| Julius-Reincke-Stieg (Lage)      | J150               | 0110                   | Julius Reincke (1842–1906), Mediziner und Politiker                                                                                                   | 2009                | | Julius-Reincke-Stieg                                    |
| Kegelhofstraße (Lage)            | K118               | 0630                   | nach der Flurbezeichnung „Hinter dem Kegelhof“ | 1905                | | Kegelhofstraße                                          |
| Kellinghusenstraße (Lage)        | K128               | 0460                   | Heinrich Kellinghusen (1796–1879), Jurist, von 1843 bis 1860 Erster Bürgermeister Hamburgs                                                            | 1901                | | Kellinghusenstraße                                      |
| Knauerstraße (Lage)              | K288               | 0180                   | Georg Andreas Knauer (1759–1828), Gründer des „Bad Eppendorf“                                                                                         | 1897                | siehe auch Beim Andreasbrunnen | Knauerstraße                                            |
| Kösterstraße (Lage)              | K333               | 0200                   | nach den dort gelegenen Stiftswohnungen der Köster-Stiftung                                                                                           | 1901                | | Kösterstraße                                            |
| Kümmellstraße (Lage)             | K482               | 0205                   | Hermann Kümmell (1852–1937), Mediziner | 1932                | | Kümmellstraße                                           |
| Kunhardtstraße (Lage)            | K506               | 0215                   | Ferdinand Kunhardt (1824–1895), Jurist und Hamburger Senator                                                                                          | 1921                | | Kunhardtstraße                                          |
| Lenhartzstraße (Lage)            | L128               | 0530                   | Hermann Lenhartz (1854–1910), Mediziner, ab 1901 Direktor des Eppendorfer Krankenhauses                                                               | 1911                | | Lenhartzstraße                                          |
| Lichtwarkstraße (Lage)           | L163               | 0275                   | Alfred Lichtwark (1852–1914), Kunsthistoriker | 1938                | | Lichtwarkstraße                                         |
| Loehrsweg (Lage)                 | L207               | 0315                   | Hermann Rudolph Loehr (1801–1891), Jurist, Rat am Obergericht                                                                                         | 1905                | | Loehrsweg                                               |
| Lokstedter Steindamm (Lage)      | L240               | 0520 (im Stadtteil)    | nach dem gepflasterten Weg im Hamburger Stadtteil Lokstedt                                                                                            | 1948                | Grundstücke zwischen Butenfeld und Martinistraße auf der östlichen Seite in Eppendorf, ansonsten in Lokstedt, insbesondere die komplette Straßenfläche                                                                                             | Lokstedter Steindamm                                    |
| Lokstedter Weg (Lage)            | L241               | 0740                   | Hamburger Stadtteil Lokstedt | 1864                | | Lokstedter Weg                                          |
| Loogeplatz (Lage)                | L246               | 0100 x70               | nach der Lage in der Mitte der Eppendorfer Looge, einer früheren Gemeindewiese                                                                        | 1928                | | Loogeplatz                                              |
| Loogestieg (Lage)                | L247               | 0290                   | nach seiner Funktion zur Eppendorfer Looge führend | 1864                | | Loogestieg                                              |
| Loogestraße (Lage)               | L248               | 0225                   | in Anlehnung an Loogeplatz und Loogestieg | 1902                | | Loogestraße                                             |
| Ludolfstraße (Lage)              | L269               | 0350                   | J. H. Ludolf (1754–1842), von 1793 bis 1837 Pastor an der Eppendorfer St. Johannis-Kirche                                                             | 1899                | Bis 1899 hieß die Straße Kirchweg. | Ludolfstraße                                            |
| Marie-Jonas-Platz (Lage)         | M443               | 0100 × 25              | Marie-Anna Jonas (1893–1944), Medizinerin, Opfer des Nationalsozialismus                                                                              | 2009                | | Marie-Jonas-Platz                                       |
| Martinistraße (Lage)             | M079               | 1500                   | Erich Martini (1843–1880), Chirurg | 1887                | westlich der Curschmannstraße liegt die südliche Straßenhälfte in Hoheluft-Ost, sonst komplett im Stadtteil | Martinistraße                                           |
| Meenkbrücke (Lage)               | –                  | 0015 (im Stadtteil)    | in Anlehnung an die Meenkwiese | 1922                | überquert im Zuge der Meenkwiese die Alster; östlicher Teil ab Brückenmitte in Winterhude | Meenkbrücke                                             |
| Meenkwiese (Lage)                | M109               | 0160 (im Stadtteil)    | nach einer Flurbezeichnung | 1908                | östlicher Teil ab Mitte der Meenkbrücke in Winterhude | Meenkwiese in Hamburg-Winterhude                        |
| Münsterstraße (Lage)             | M334               | 0425                   | nach der alteingesessenen Familie Münster | 1948                | Grundstücke auf der Westseite in Lokstedt, sonst in Eppendorf, insbesondere die komplette Straßenfläche | Münsterstraße                                           |
| Nedderfeld (Lage)                | N016               | 0830 (im Stadtteil)    | nach einer Flurbezeichnung (ndt. nedder = nieder) | vor 1934            | westlich des Offakamps in Lokstedt | Nedderfeld                                              |
| Nissenstraße (Lage)              | N135               | 0165                   | Waldemar Nissen (1832–1896), Kaufmann und Aufsichtsratsvorsitzender der HAPAG                                                                         | 1909                | | Nissenstraße                                            |
| Offakamp (Lage)                  | O052               | 0335                   | Offa, legendärer König der Angeln | 1948                | nur Grundstücke auf der östlichen Seite in Eppendorf, ansonsten in Lokstedt, insbesondere die komplette Straßenfläche | Offakamp                                                |
| Osterfeldstraße (Lage)           | O139               | 0260 (im Stadtteil)    | nach einem Flurnamen, der ein östlich des Dorfes gelegenes Feld meint                                                                                 | 1891                | westlich der Münsterstraße in Lokstedt | Osterfeldstraße                                         |
| Rainweg (Lage)                   | R036               | 0100                   | nach dem Wiesengelände der Eppendorfer Looge | 1902                | siehe Loogeplatz | Rainweg                                                 |
| Robert-Koch-Stieg (Lage)         | R216               | 0140                   | in Anlehnung an die Robert-Koch-Straße | 1938                | | Robert-Koch-Stieg                                       |
| Robert-Koch-Straße (Lage)        | R217               | 0385                   | Robert Koch (1843–1910), Mediziner | 1937                | | Robert-Koch-Straße                                      |
| Salomon-Heine-Weg (Lage)         | S020               | 0325 (im Stadtteil)    | Salomon Heine (1767–1844), Kaufmann und Bankier, Onkel des Dichters Heinrich Heine                                                                    | 1967                | nördlich der Bahnbrücke in Alsterdorf | Salomon-Heine-Weg                                       |
| Schedestraße (Lage)              | S125               | 0365                   | Max Schede (1844–1902), Chirurg | 1903                | | Schedestraße                                            |
| Schottmüllerstraße (Lage)        | S281               | 0320                   | Oda Schottmüller (1905–1943), Tänzerin und Bildhauerin, Widerstandskämpferin innerhalb der Roten Kapelle, Opfer des Nationalsozialismus               | 1937                | ursprünglich war die Schottmüllerstraße nach dem Bakteriologen Hugo Schottmüller benannt worden, wegen seiner Nähe zum Nationalsozialismus (Schottmüller war NSDAP-Mitglied) wurde die Straße im November 2014 der Tochter seines Cousins gewidmet | Schottmüllerstraße                                      |
| Schrammsweg (Lage)               | S282               | 0295                   | Johann Gottfried Schramm (1742–1822), Oberalter, und sein gleichnamiger Sohn (1781–1827), Schreiber im Kloster St. Johannis                           | 1864                | | Schrammsweg                                             |
| Schubackstraße (Lage)            | S296               | 0050                   | zu Ehren der hier ansässigen Familie Schuback, insbesondere Nicolaus Schuback (1700–1783), Jurist und Erster Bürgermeister Hamburgs von 1754 bis 1782 | 1910                | | Schubackstraße                                          |
| Siemssenstraße (Lage)            | S436               | 0155                   | Georg Theodor Siemssen (1816–1886), Kaufmann | 1904                | | Siemssenstraße                                          |
| Sudeckstraße (Lage)              | S780               | 0105                   | Paul Sudeck (1866–1945), Chirurg | 1948                | | Sudeckstraße                                            |
| Süderfeldstraße (Lage)           | S784               | 0305 (im Stadtteil)    | nach den südlich von Lokstedt gelegenen Feldern | 1903                | nur südlich gelegene Grundstücksflächen zwischen Butenfeld und Münsterstraße in Eppendorf, ansonsten in Lokstedt, insbesondere die komplette Straßenfläche                                                                                         | Süderfeldstraße                                         |
| Tarpenbekstraße (Lage)           | T025               | 1170                   | nach der Tarpenbek, einem Nebenfluss der Alster | 1888                | | Tarpenbekstraße                                         |
| Tewessteg (Lage)                 | T051               | 0085                   | Johann Matthias Tewes (1823–1892), Vorbesitzer des Geländes                                                                                           | 1880                | | Tewessteg                                               |
| Trummersweg (Lage)               | T177               | 0220                   | Carl Trummer (1792–1858), Jurist | 1902                | | Trummersweg                                             |
| Wendloher Weg (Lage)             | W165               | 0250                   | nach dem Gut Wendlohe bei Schnelsen | 1911                | | Wendloher Weg                                           |
| Winzeldorfer Weg (Lage)          | W325               | 0180                   | Winzeldorf, Ortsteil der Gemeinde Bönningstedt im Kreis Pinneberg in Schleswig-Holstein                                                               | 1948                | | Winzeldorfer Weg                                        |
| Winterhuder Brücke (Lage)        | –                  | 0015 (im Stadtteil)    | nach ihrer Bestimmung als von Eppendorf nach Winterhude führende Brücke                                                                               | 1904                | überquert die Alster, verbindet die Ludolfstraße mit der Hudtwalckerstraße auf Winterhuder Seite; östlicher Teil in Winterhude | Winterhuder Brücke in Hamburg-Winterhude und -Eppendorf |
| Woldsenweg (Lage)                | W374               | 0195                   | August Friedrich Woldsen (1792–1868), Präses der Militärkommission und Stiftungsgründer                                                               | 1907                | | Woldsenweg                                              |
| Wolfgang-Borchert-Park (Lage)    | W                  | 0115 × 20              | Wolfgang Borchert (1921–1947), Schriftsteller | 2022                | | Wolfgang-Borchert-Park                                  |